# أنخيل ألاركون
أنخيل ألاركون غاليوت (بالإسبانية : Ángel Alarcón Galiot) (مواليد 15 مايو 2004) هو لاعب كرة قدم إسباني محترف يلعب حاليًا كمهاجم لنادي برشلونة.

## مسيرته في النادي
ولد ألاركون في كاستيلديفيلس، وبدأ مسيرته الكروية في سن الرابعة مع فريق الهواة فيستا أليغري، حيث لعب والديه. انضم إلى برشلونة في عام 2018 قادماً من إسبانيول، ظهر لأول مرة مع فريق برشلونة أتلتيك في عام 2021.
أدى تمزق الرباط الصليبي الأمامي خلال نصف نهائي كأس أبطال كرة القدم للشباب إلى غيابه عن موسم 2021-22 بأكمله. في 18 يناير 2023، بعد أن سجل اثني عشر هدفا لفريق جوفينيل أ التابع للنادي، تم اختياره في تشكيلة برشلونة الفريق الاول لمباراة كأس الملك ضد سبتة في اليوم التالي. ظهر لأول مرة كمحترف عندما فاز برشلونة على سبتة 5-0، حيث شارك كبديل  لرافينها.منذ ذلك الحين، لعب ألاركون أكثر من أربع مرات مع الفريق الأول لبرشلونة وكان كان لاعبًا ثابتًا في تشكيلة فريق تشافي في معظم المباريات.

## مسيرته الدولية
مثل ألاركون إسبانيا على المستوى الدولي للشباب.

## أسلوب اللعب
مهاجم مريح باستخدام كلتا قدميه وقادر على اللعب في أي مكان عبر الخط الأمامي، معروف ألاركون بسرعته وقدرته على تسجيل الأهداف.